# Napeogenes tunantina
Napeogenes tunantina är en fjärilsart som beskrevs av Bates 1862. Napeogenes tunantina ingår i släktet Napeogenes och familjen praktfjärilar. Inga underarter finns listade i Catalogue of Life.